# 6-та група армій (США)
6-та американська група армій (англ. Sixth United States Army Group) — оперативно-стратегічне об'єднання американських збройних сил за часів Другої світової війни, що діяла на Європейському театрі війни.
6-та група армій була заснована 1 серпня 1944 року на Корсиці з метою підготовки висадки десанту союзників на півдні окупованої німцями Франції та мала у своєму складі певну кількість американських армій і формування французької армії. Війська групи армій билися у Франції, Німеччині та в Австрії, а також незначний час на Італійському театрі воєнних дій.

## Склад групи армій на 6 травня 1945
- 6-та група армій — генерал Джейкоб Деверс
  -  7-ма армія — генерал Александр Патч
    -  12-та бронетанкова дивізія — генерал-майор Родерік Аллен
    -  45-та піхотна дивізія — генерал-майор Роберт Фредерік
    -  63-тя піхотна дивізія — генерал-майор Луїс Гіббс
    -  100-та піхотна дивізія — генерал-майор Вітерс Баресс
    -  VI армійський корпус — генерал-майор Едвард Брукс
      -  10-та бронетанкова дивізія — генерал-майор Вільям Гаррісон Морріс
      -  44-та піхотна дивізія — генерал-майор Вільям Фриш Дін
      -  103-тя піхотна дивізія — генерал-майор Ентоні Маколіфф

    -  XV армійський корпус — генерал-майор Вейд Гейсліп
      -  3-тя піхотна дивізія — генерал-майор Джон О'Деніель
      -  20-та бронетанкова дивізія — генерал-майор Орландо Ворд
      -  42-га піхотна дивізія — генерал-майор Генрі Коллінз
      -  86-та піхотна дивізія — генерал-майор Гарріс Макласкі

    -  XXI армійський корпус — генерал-майор Френк Мілберн
      -  2-га бронетанкова дивізія — генерал-майор Філіпп Леклерк
      -  36-та піхотна дивізія — генерал-майор Джон Даглгаст
      -  101-ша повітрянодесантна дивізія — генерал-майор Максвелл Тейлор

  -  1-ша армія — армійський генерал Жан Марі де Латр де Тассіньї
    - I армійський корпус — генерал-лейтенант Антуан Бетуар
    - II армійський корпус — генерал-лейтенант Жозеф де Гослар де Монсабер
      -  1-ша мотопіхотна дивізія — бригадний генерал П'єр Гарбе
      -  1-ша піхотна дивізія — бригадний генерал Жан Калле
      -  2-га Марокканська піхотна дивізія — бригадний генерал Франсуа д'Лінарес
      -  3-тя Алжирська піхотна дивізія — генерал-майор Огюстен Гійоме
      - 4-та Марокканська піхотна дивізія — генерал-майор Рене де Гасдін
      -  9-та колоніальна піхотна дивізія — бригадний генерал Жан-Етьєнн Валуа
      -  10-та піхотна дивізія — бригадний генерал П'єр Білотте
      -  14-та піхотна дивізія — бригадний генерал Рауль Салан
      -  1-ша бронетанкова дивізія — бригадний генерал Ем Сюдр
      -  5-та бронетанкова дивізія — бригадний генерал Гай Шлессер

  - Армійська група «Альпи» — генерал-лейтенант Пол Дуаян
    -  27-ма піхотна дивізія — полковник Жан Валет д'Осіа